# Édouard Bouët-Willaumez

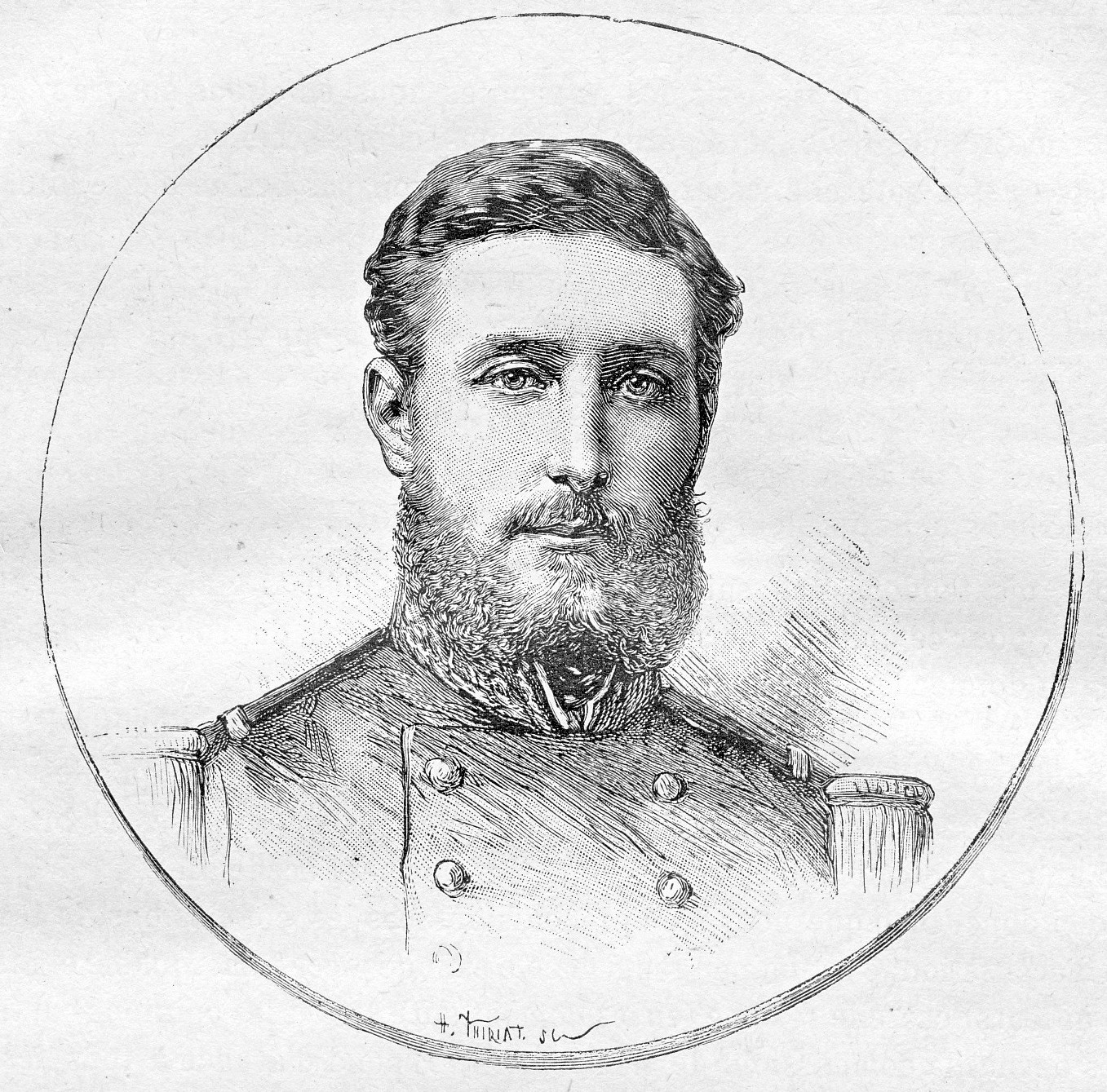
Édouard Bouët-Willaumez.

Louis Édouard Bouët-Willaumez, född 24 april 1808, död 9 september 1871, var en fransk greve och amiral. Han var systerson till Jean-Baptiste Philibert Willaumez, som adopterade honom 1844.
Bouët-Willaumez deltog som konteramiral och stabschef vid Svartahavsflottan i Krimkriget 1854 och erhöll i juni 1870 befälet över den franska eskadern, som skulle blockera de tyska Östersjöhamnarna. Redan i september samma år återvände han dock till Frankrike, där han strax efteråt på grund av sjuklighet nedlade befälet.